# Sumba (Indonésie)
Pour les articles homonymes, voir Sumba.
Ne doit pas être confondu avec Sumbawa.
Sumba est une île d'Indonésie. Elle fait partie des petites îles de la Sonde et relève de la province des petites îles de la Sonde orientales. L'île est située en mer de Savu et borde l'océan Indien au sud.

## Géographie

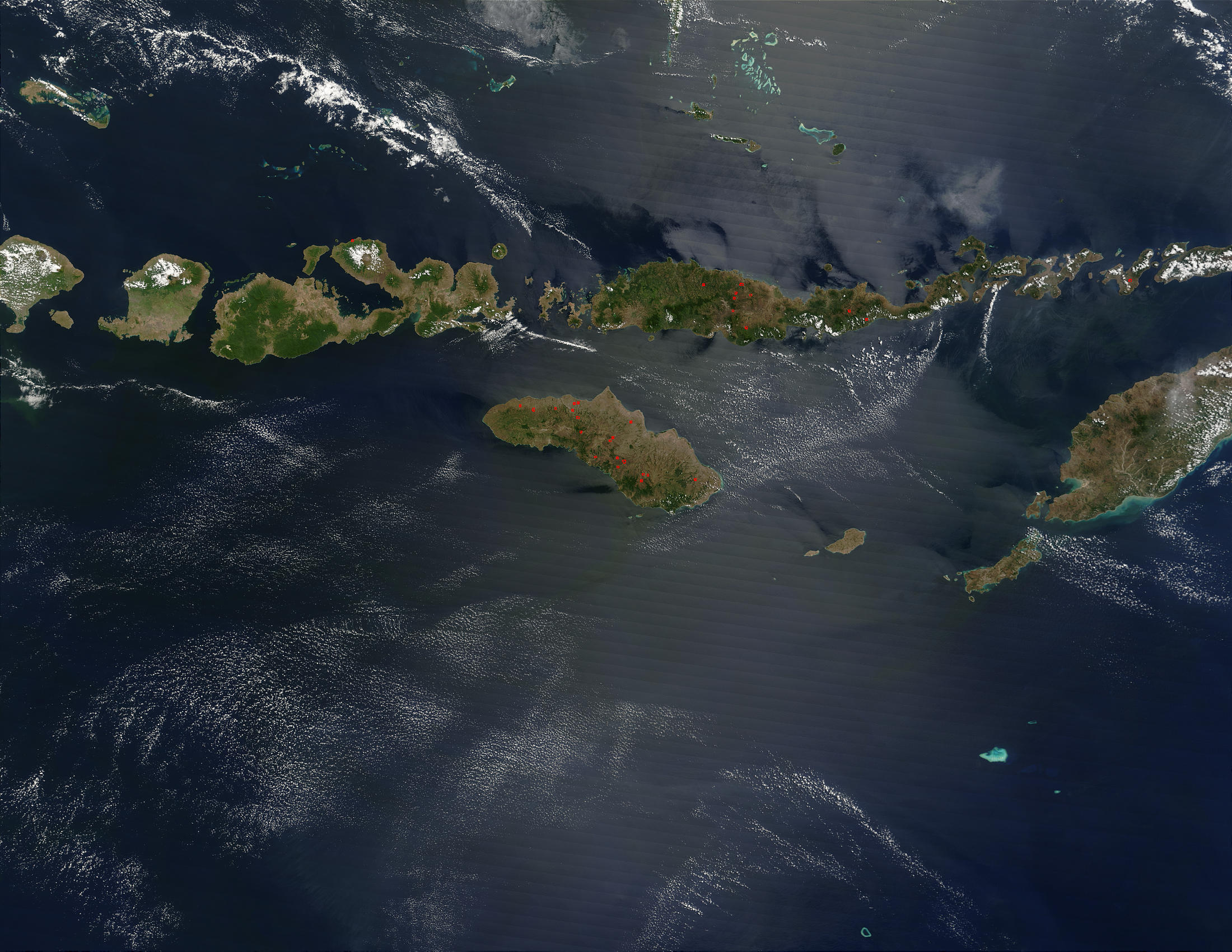
Les Petites Îles de la Sonde : Sumba est au centre

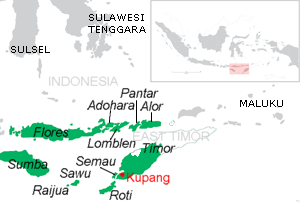
Les îles de la province des petites îles de la Sonde orientales : Sumba est à gauche

L'île de Sumba est située à 45 km au sud de l'île de Florès, à 67 km au sud-sud-est de l'île de Sumbawa, à 288 km à l'ouest de l'île de Timor et à 693 km au nord-ouest de l'Australie.
Elle a une superficie de 11 153 km2, soit environ 220 km de long sur 40 à plus de 70 km de large.
Le point culminant est le Gunung Wanggameti avec 1 225 mètres, montagne située au sud de l'île.
La liste des volcans d'Indonésie n'en mentionne aucun sur l'île de Sumba.

## Histoire

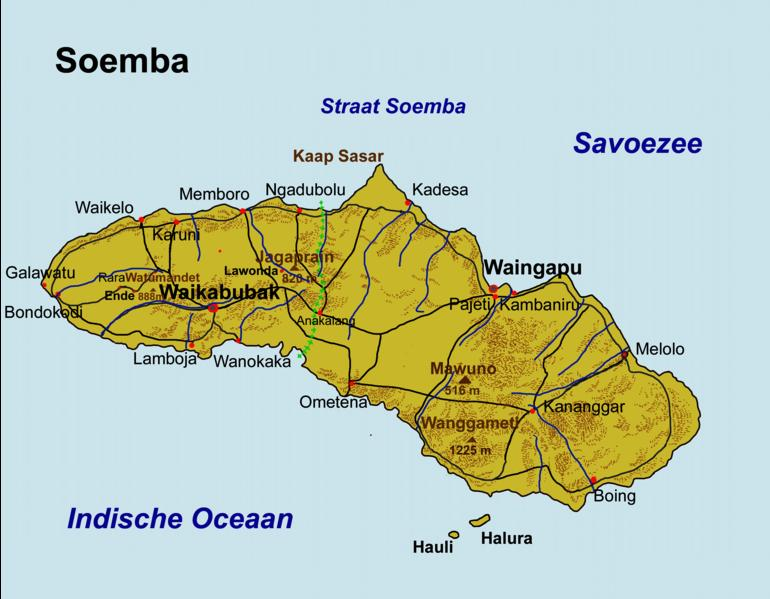
Carte (en néerlandais) de Sumba

Les habitants actuels de l'île seraient arrivés vers le XIe siècle en provenance d'Inde via le détroit de Malacca et l'île de Java. Ils s’installèrent dans la péninsule de Tanjung Sassar, au nord-ouest de l’île. On ne sait pas si, avant l'arrivée de ses nouveaux occupants, Sumba était vierge ou déjà occupée par une population originelle. On ignore toujours dans ce cas si celle-ci a été décimée.
D'origines ethniques diverses, les nouveaux arrivants apportèrent avec eux leur animisme, et des chevaux.
Les origines exactes des chevaux de Sumba sont discutées. D'après les données de la base DAD-IS et l'encyclopédie de référence de CAB International, ils descendraient d'un mélange entre des chevaux de type Tarpan venus du continent asiatique, et des chevaux mongols de la cavalerie de Kubilai Khan, importés à la fin du XIIIe siècle dans le cadre d'une expédition punitive contre l'île de Java
,. Il est difficile de savoir quand l'élevage des chevaux a précisément débuté sur l'île de Sumba, dans la mesure où les plus anciennes sources écrites à ce sujet sont rédigées par des commerçants Portugais, Néerlandais et Britanniques.
Sumba figure dans la liste des « contrées tributaires » du royaume javanais de Majapahit, mentionné dans le Nagarakertagama, un poème épique écrit en 1365.
À partir du XVe siècle, avec l'installation des premiers comptoirs portugais et de marchands musulmans à Java, le troc se développe autour du commerce des chevaux, mais aussi du bois de santal, qui fut la principale richesse de l'île, échangée contre de la porcelaine, des bijoux, et des armes.
Tomé Pires, un apothicaire Portugais qui, de 1512 à 1515, a habité Malacca (conquise par les Portugais en 1511), note dans sa Suma Oriental que le bois de santal provient de Sumba et de Timor.
Les premiers européens arrivent en 1522. La Compagnie néerlandaise des Indes orientales s'intéresse presque exclusivement à cette île. Les contacts entre les habitants de  Sumba et les marchands européens restent très limités jusqu'au début du XIXe siècle. L'île n'est intégrée aux Indes néerlandaises qu'en 1866, et les Hollandais n'y établissent une administration qu'au début du XXe siècle. C'est durant cette période que l’on voit le début de l’évangélisation des populations, avec l'implantation de missions catholiques et protestantes.

## Population
L'île comptait 685 184 habitants lors du recensement de 2010.
La principale ville de Sumba est Waingapu, avec une population d'environ 50 500 habitants.
Entre 25 % et 30 % de la population pratique une religion traditionnelle appelée marapu. Le reste est chrétien, en majorité calviniste mais avec une importante minorité catholique. On trouve un petit nombre de musulmans dans les zones côtières.

## Subdivisions administratives

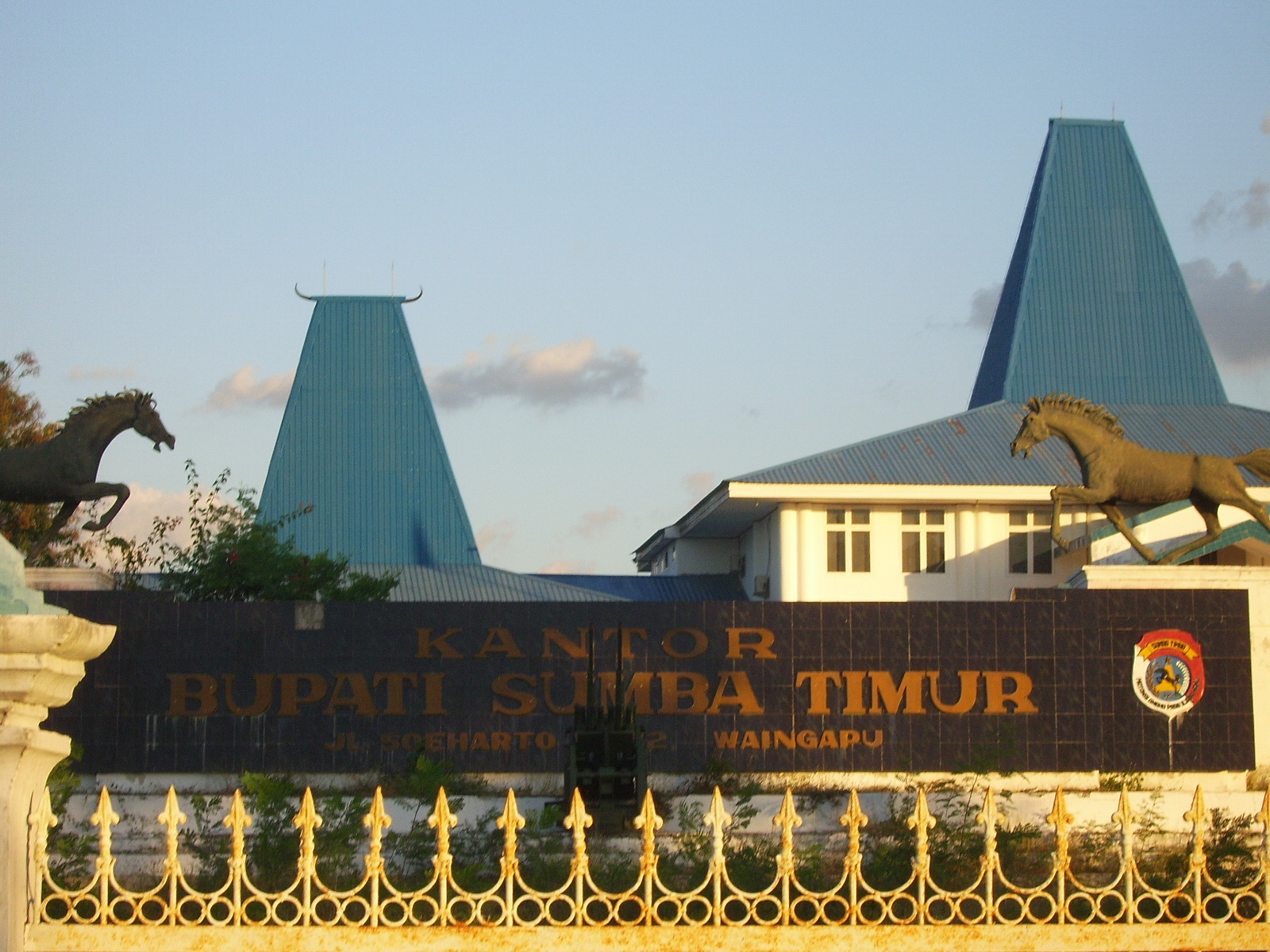
Le bureau du bupati de Sumba Timur, inspiré de l'architecture traditionnelle

Administrativement, Sumba fait partie de la province des petites îles de la Sonde orientales. Elle est elle-même divisée en 4 kabupaten :
- Sumba occidental ;
- Sumba du Sud-Ouest ;
- Sumba central ;
- Sumba oriental.

## Économie
Autrefois, l'île exportait du bois de santal.
Aujourd’hui elle développe le tourisme avec des hôtels de luxe au Sud de l’île et des vagues remarquables.
En 1988, Claude Graves découvre une vague exceptionnelle à la pointe de l'île. Il achète le terrain (où il fera construire le Nihiwatu/Nihi Sumba resort) et fait venir le cinéaste de surf Jack McCoy qui vient y capturer des plans pour son film The Green Iguana (1992).

## Culture et tourisme

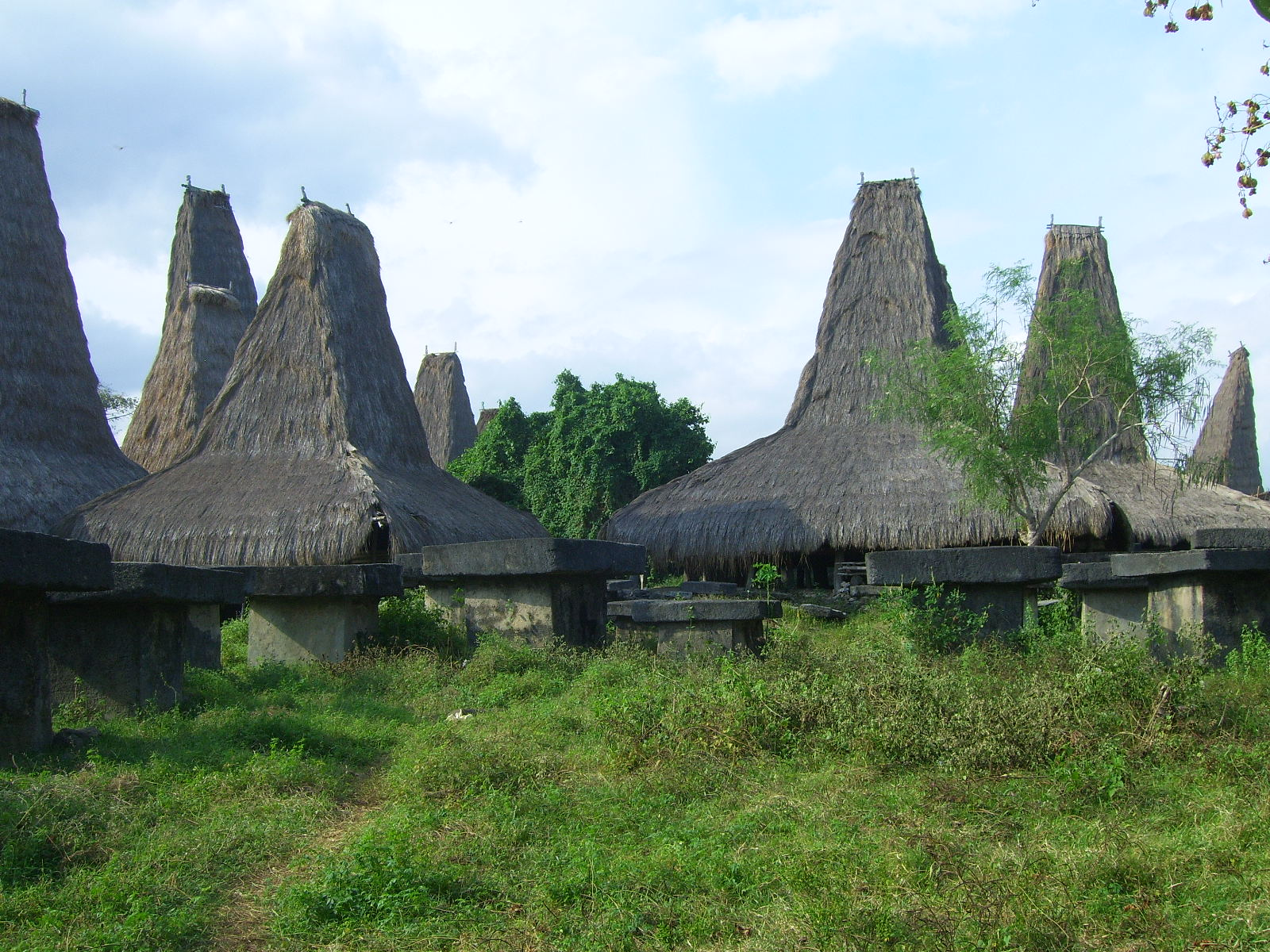
Maisons traditionnelles dans la région de Bondokodi

Les habitants de Sumba parlent des langues du sous-groupe dit « bima-sumba » de la branche malayo-polynésiennne des langues austronésiennes.
Sumba est reliée par air à Bali, seule véritable destination touristique internationale d'Indonésie. Les principaux aéroports sont à Waingapu et Tambolaka.
Quelques lieux intéressants :
- Villages de Tambolaka et Waimangura
- Villages traditionnels de Puu Naga, Tambeler,Tarung
- Wanokaka, où se déroule le rituel du pasola, sorte de tournoi où les adversaires se jettent des perches de bois en guise de lance
- Villages de Kawangu et Prailiu : tissage traditionnel et monuments de la religion traditionnelle Merapu.

## Patrimoine culturel
- Tombeaux mégalithiques